# 광주백운초등학교
광주백운초등학교는 대한민국 광주광역시 남구에 있는 공립 초등학교이다.

## 학교 연혁
- 1964년 11월 30일 대성국민학교 백운분교장 개설
- 1966년 7월 30일 백운국민학교 승격 개교(서광중학교 위치)
- 1970년 3월 1일 본관 27개 교실 신축
- 1970년 3월 2일 현 교사로 이전
- 1970년 9월 2일 별관 27개 교실 증축
- 1995년 3월 15일 병설 유치원 개원(2학급)
- 2006년 9월 25일 재배치 공사 완공
- 2010년 10월 15일 미술실, 실과실 리모델링
- 2013년 3월 1일 자율(혁신)학교 지정(2017, 2021년 재지정)
- 2022년 9월 1일 제22대 장상민 교장 부임
- 2024년 1월 4일 제56회 졸업식(총 19,352명)
- 2024년 3월 1일 26학급 편성(특수학급 1학급)

## 참고 자료
- 광주백운초등학교 - 한국교육학술정보원 학교알리미